# Diisocyanate
| Diisocyanat-Monomere (Auswahl) |
| Allgemeine Struktur eines Diisocyanates. Die Isocyanat-Gruppen sind blau markiert, R ist ein zweibindiger organischer Rest (z. B. eine para-Phenylengruppe). |
| Hexamethylen-1,6-diisocyanat (HDI) |
| Toluol-2,4-diisocyanat (TDI) |
| Diphenylmethan-4,4'-diisocyanat (MDI) |
| Isophorondiisocyanat (IPDI) |

Diisocyanate sind organische Verbindungen, die zwei Isocyanatgruppen (–N=C=O) enthalten und sind eine Untergruppe der Polyisocyanate. Sie sind technisch wichtige Rohstoffe für die Herstellung von Polyurethanen (z. B. „Bauschaum“) und Polyharnstoffen. Sie können in aliphatische und aromatische Isocyanate eingeteilt werden.

## Vertreter

### Aliphatische Diisocyanate
Aliphatische und cycloaliphatische Isocyanate werden aufgrund ihrer Lichtbeständigkeit hauptsächlich bei Lacken eingesetzt. Sie verfügen über eine hohe Härte, neigen aber dazu spröde auf mechanische Belastungen zu reagieren. Durch Verwendung von anderen Aminoalkoholen kann man die Flexibilität der Stoffe einstellen. Die wichtigsten Vertreter sind:
- HDI – Hexamethylendiisocyanat
- IPDI – Isophorondiisocyanat
- CHDI – 1,4-Cyclohexyldiisocyanat[S 1]

TDI wird in der Regel als technisches Gemisch aus den beiden Isomeren Toluol-2,4-diisocyanat und Toluol-2,6-diisocyanat als TDI-65, TDI-80 oder TDI-100 eingesetzt. Die Bezeichnung gibt dabei den Anteil des reaktiveren 2,4-Isomer an, so enthält der wichtigste Typ TDI-80 die beiden 2,4- und 2,6-Isomere im Verhältnis 80/20.

### Aromatische Diisocyanate
Die aromatischen Polyisocyanate weisen aufgrund des aromatischen Restes eine höhere Reaktivität gegenüber Hydroxygruppen auf und werden daher bevorzugt in PUR-Anwendungen eingesetzt. Insbesondere MDI und TDI werden zur Herstellung von Polyurethanen verwendet, die etwa als Schaumstoffe oder in Lacken eingesetzt werden. Sie sind im Gegensatz zu aliphatischen Polymere flexibler. Die wichtigsten Vertreter sind:
- TDI – Toluylendiisocyanat
- MDI – Diphenylmethandiisocyanat (dieses enthält oft als Nebenbestandteil PMDI – Polymeres Diphenylmethandiisocyanat, mit mehr als zwei Isocyanatgruppen)

## Herstellung
Diisocyanate werden aus Diaminen durch Umsetzung mit Phosgen (COCl2) hergestellt:
Der Reaktionsverlauf entspricht der Umsetzung von primären Aminen mit Phosgen.

## Eigenschaften
Diisocyanate treten oft als farblose bis gelbliche Flüssigkeiten auf, zum Teil auch als Feststoffe mit niedrigen Schmelzpunkten. Sie wirken stark reizend und giftig, unter anderem beim Einatem und können zudem sensibilisierend wirken.

## Verwendung
Zur Herstellung von Polyurethanen werden Diisocyanate mit Diolen (z. B. Ethylenglycol) umgesetzt:
Wird die Polyaddition zur Polyurethan-Herstellung in Gegenwart einer geringen Menge Wasser durchgeführt, bildet sich durch die Hydrolyse von Isocyanat auch etwas CO2. Das Kohlendioxid entweicht, dabei wird das Polyurethan aufgebläht. So entsteht ein Polyurethanschaum, der Verwendung als Polster (Möbel, Kraftfahrzeuge) findet. Polyurethane zählen zur Gruppe der Polyaddukte und werden auch in anderen Industriezweigen und im Bauwesen vielfältig eingesetzt. Die Polyadditions-Reaktionen von Polyisocyanaten mit Diolen (zweiwertigen Alkoholen) beziehungsweise Polyolen (mehrwertigen Alkoholen) sind die Grundlage der Polyurethan-Chemie. Für Polyurethan-Lacke und -Klebstoffe wird vor allem Diphenylmethandiisocyanat verwendet, das der industriell bedeutendste Vertreter ist. Andere Diisocyanate werden wegen ihres hohen Dampfdrucks zunächst zu höhermolekularen Polyisocyanaten oligomerisiert. Neben der Herstellung von Polyurethanen können durch Reaktion mit Polyaminen auch Polyharnstoffe hergestellt werden sowie durch Trimerisierung Isocyanurate.

## Schulungsverpflichtung
Durch die Verordnung (EU) 2020/1149 dürfen seit dem 24. August 2023  Beschäftigte in Industrie und Gewerbe nur mit Diisocyanaten arbeiten, wenn sie geschult sind. Auf den Verpackungen die Diisocyanate enthalten ist die Beschreibung teilweise noch weiter gegriffen, jeder der das Produkt benutzt/verwendet soll eine Schulung haben. Die Schulung hat Tätigkeitsbezogen, nach dem Gefährdungspotenzial am Arbeitsplatz zu erfolgen und wird aktuell in drei verschiedenen Stufen klassifiziert. Darüber hinaus müssen die Beschäftigten alle fünf Jahre erneuern. 
Die Schulung muss von einer qualifizierten Person, zum Beispiel einer Fachkraft für Arbeitssicherheit mit ausreichend Fachwissen, durchgeführt werden.

## Externe Links zu erwähnten Verbindungen
1. ↑  Externe Identifikatoren von bzw. Datenbank-Links zu Cyclohexan-1,4-diisocyanat:  CAS-Nr.: 7517-76-2, PubChem: 17367, Wikidata: Q82863079.